# NGC 469
NGC 469 est une galaxie spirale barrée ? située dans la constellation des Poissons. NGC 469 a été découverte par l'astronome allemand Albert Marth en 1864.

## Caractéristiques
Sa vitesse par rapport au fond diffus cosmologique est de 3 789 ± 22 km/s, ce qui correspond à une distance de Hubble de 55,9 ± 3,9 Mpc (∼182 millions d'al).
Seul le professeur Seligman considère que cette galaxie est une spirale barrée et il est plutôt difficile de voir la présence d'une barre sur l'image de l'étude SDSS. 
NGC 469 présente une large raie HI.
La galaxie au nord de NGC 469 est PGC 3127780 et elle est à plus de 700 millions d'années-lumière de nous. Ces deux galaxies constituent donc un doublet optique.